# Dendroceratida
Dendroceratida Minchin, 1900 è un ordine di spugne della classe Demospongiae.

## Tassonomia
Comprende le seguenti famiglie :
- Darwinellidae Merejkowsky, 1879
- Dictyodendrillidae Bergquist, 1980